# استرابگ
استرابگ (به آلمانی: Strabag) شرکت ساخت‌وساز اتریشی است، که در شهر فیلاخ مستقر بوده ولی دفتر مرکزی آن، در وین قرار دارد. این شرکت، بزرگترین شرکت ساختمانی در اتریش است و به‌عنوان یکی از بزرگترین شرکت‌های ساخت‌وساز اروپا به‌شمار می‌آید.
بازار خانگی شرکت استرابگ در اتریش و آلمان است، همچنین این شرکت دارای عملیات در شبه‌جزیره عربستان، کانادا، شیلی، چین و هند می‌باشد.
از پروژه‌های ساخت‌وساز استرابگ می‌توان به: فرودگاه بین‌المللی بصره در عراق تکمیل: ۱۹۸۸، متروی کپنهاگ در نروژ تکمیل ۲۰۰۲، فرودگاه صوفیه تکمیل ۲۰۰۶، سومین تونل نیاگارا تکمیل: ۲۰۱۳ اشاره نمود.